# David Azzopardi
David Azzopardi (12 novembre 1953) è un ex calciatore maltese, di ruolo centrocampista.

## Carriera

### Nazionale
Ha collezionato dieci presenze con la propria Nazionale.